# Protect the Land
«Protect the Land» es una canción de la banda System of a Down. Fue lanzado como un sencillo con doble cara B con «Genocidal Humanoidz» el 6 de noviembre de 2020, a través de American Recordings y Columbia Records, para crear conciencia y recaudar fondos para Armenia y la no reconocida República de Artsaj durante la guerra de Nagorno-Karabaj de 2020. Es el primer lanzamiento de la banda en 15 años desde su quinto álbum de estudio Hypnotize (2005), y su primer sencillo en 14 años desde «Lonely Day» (2006). Los dos sencillos recaudaron más de $600,000 que fueron donados al Armenia Fund para ayudar a los afectados por la guerra.

## Antecedentes y lanzamiento
La canción fue escrita por el guitarrista y segundo vocalista de la banda Daron Malakian en 2018, junto con otra canción sobre las tensiones que involucran al no reconocido Artsakh, llamada «Lives», para su segundo álbum en solitario, Dictator de Daron Malakian and Scars on Broadway. A fines de septiembre de 2020, después de que estallara una nueva guerra entre Armenia, Artsaj y Azerbaiyán en la disputada región de Nagorno-Karabaj, los miembros de la banda comenzaron a usar sus plataformas para crear conciencia sobre el tema. El vocalista principal de la banda, Serj Tankian, cuyo abuelo sobrevivió al genocidio armenio de 1915, le dijo a The Fader que ve una «alta probabilidad de genocidio de armenios» en Artsaj por parte de Azerbaiyán con el apoyo de Turquía. Tankian donó 250.000 dólares al Fondo de Armenia y también participó en un concierto de recaudación de fondos en línea llamado Rock for Artsakh en octubre.
A los pocos días de decidirse a grabar, cada músico empezó a arreglar su propia parte. Tankian desarrolló sus armonías para «Protect the Land» mientras aún estaba en Nueva Zelanda, donde vive a tiempo parcial, y luego voló a Los Ángeles el 11 de octubre para unirse a todos en el estudio. Terminaron de rastrear los cortes esa semana. El bajista Shavo Odadjian dijo que «fue un gran placer para nosotros estar juntos de nuevo en el estudio, muy reconfortante y natural, como si no hubiera pasado el tiempo». El 6 de noviembre de 2020, se lanzó «Protect the Land» junto con «Genocidal Humanoidz» digitalmente como un sencillo de doble cara A. La obra de arte de la pista presenta la bandera de la República de Artsakh y el monumento Somos Nuestras Montañas en su capital Stepanakert. Es el primer lanzamiento de la banda en 15 años desde su quinto álbum de estudio Hypnotize en 2005. En un comunicado oficial publicado en su sitio web después del estreno de los sencillos, la banda dijo que esperaban que sus fanáticos escucharan las canciones y «inspírate para hablar sobre las horribles injusticias y violaciones de derechos humanos que ocurren allí ahora».

## Video musical
El video musical de "Protect the Land", dirigido por Shavo Odadjian y Ara Soudjian, se subió al canal de YouTube de la banda el 6 de noviembre de 2020. Presenta imágenes de soldados armenios en el frente, así como 
tomas de la banda con proyecciones. de algunas de las imágenes que Odadjian filmó superpuestas sobre sus caras, similar al video "Toxicity" de la banda.
Mientras hablaba sobre el concepto del video, Odadjian dijo: "Traje a todos de todas las edades. Tenemos bebés, mis dos hijos, el sumo sacerdote de Los Ángeles [Los Ángeles], médicos, taxistas y soldados en el video. Al mismo tiempo, tenemos gente en Armenia en Artsaj filmando en el frente de la guerra en curso. Entonces el mensaje es, Sé que estamos a miles de millas de distancia, pero estamos con nuestras tropas y defendemos este causa común como armenios".

## Posicionamiento en lista
| Lista (2020)                                | Posición más alta |
| ------------------------------------------- | ----------------- |
| Australia Digital Tracks (ARIA)             | 22                |
| Bélgica (Flandes) (Ultratip Bubbling Under) | 38                |
| Canadá (Canadian Hot 100)                   | 88                |
| Hungría (Single Top 40)                     | 11                |
| New Zealand Hot 40 Singles (RMNZ)           | 20                |
| UK Singles Sales (OCC)                      | 29                |
| UK Download (OCC)                           | 26                |
| UK Rock & Metal (OCC)                       | 15                |
| Estados Unidos (Digital Songs)              | 20                |
| US Hot Hard Rock Songs (Billboard)          | 1                 |